# Bombardeig de Granollers
El Bombardeig de Granollers de 1938 fou l'atac aeri realitzat el 31 de maig de 1938 per avions de l'Aviació legionària de la Regia Aeronautica (les forces aèries italianes) durant la Guerra Civil espanyola. A les nou i cinc minuts del matí i durant un minut, l'aviació feixista va bombardejar el centre de la ciutat vallesana. Llocs com la Porxada, en aquells moment plena de gom a gom de gent que feia cua per aconseguir menjar, la Fonda Europa, l'Hospital de Granollers o l'escola Lluís Castellà (actual escola Peranton) van ser afectats pel bombardeig, que va sinistrar una vuitantena d'edificis de la ciutat. Tot i que les dades varien en funció dels estudis històrics realitzats, el nombre de morts es calcula que fou de 224, 124 dones, 84 homes i 16 no identificades. El nombre de ferits greus, s'alçaria a 165, la majoria dels quals moririen durant el transcurs d'aquell dia. Es calcula que el mateix dia del bombardeig moririen 195 persones (68 homes i 111 dones), a les que cal sumar-hi 29 persones que perdrien la vida entre els mesos de juny i octubre a conseqüència de ferides provocades per les bombes.

## Antecedents
L'any 1936 Granollers, amb una població de 14615 habitants, va esdevenir, amb la divisió comarcal de 1936 la capital del Vallès Oriental. Com a la resta de l'Estat, el cop d'estat de 1936 havia provocat una forta sotragada a la vida de la població, i com a moltes poblacions un Comité de Milícies Antifeixistes es feu càrrec de l'administració de la vila.

## Bombardeig
Passaven cinc minuts de les nou del matí, i la capital del Vallès Oriental es trobava en el moment de més moviment, amb infants que anaven a l'escola i molta gent a la plaça de la Porxada i als carrers propers fent cua per obtenir menjar mitjançant les cartilles de racionament. De sobte, els avions italians sobrevolaren la ciutat, i en poc més d'un minut deixaren caure vora 750 quilograms d'explosius i metralla, provocant nombroses víctimes civils i esfondrant vora 80 edificis. La versió oficial, inclosa en els documents de l'operació de l'aviació italiana, assenyalen que l'objectiu del mateix era la central elèctrica del carrer del Rec, que donava corrent a la línia de tren i els tallers de reparació d'avions de Llerona. El bombardeig va agafar a la població desprevinguda, ja que no hi havia refugis preparats per a un atac d'aquesta magnitud. De la mateixa manera, les sirenes preparades per avisar d'un atac no van funcionar.

## Armament
Les forces italianes usaren 5 avions del model Savoia-Marchetti SM.79, que llençaren sobre la població vallesana un total de 40 bombes de 100 quilograms, 10 de 15 quilograms i 10 de 10 quilograms. En total foren 750 quilograms de bombes les que caigueren sobre Granollers.

### Força Aèria
Tot i que inicialment el ministeri de defensa republicà va atribuir l'autoria de l'atac a la Luftwaffe i els seus avions Junker, la repercussió mediàtica de l'atac a l'estranger de seguida va posar en dubte que no hi hagués hagut intervenció italiana. Alguns diaris parlaven d'un atac italoalemany, i fins i tot, les notícies a París parlaven únicament d'intervenció de les tropes de Mussolini desplegades a Espanya en aliança amb les forces sublevades. En investigacions posteriors a l'atac es pot comprovar com als arxius de les forces aèries italianes es parla únicament de participació italiana i descarta la implicació de forces alemanyes en el mateix.

## Després del bombardeig
La mort de molta gent civil en l'atac, provoca un gran ressò mediàtic en la premsa estrangera, i alguns mitjans estrangers, batejaren aquest com la Gernika catalana. Les mostres de suport cap a la ciutat després del bombardeig arribes dels diferents llocs del bàndol republicà i de l'estranger. En aquest sentit el 14 de juny de 1938 el ministre d'Estat, Cèsar Barbeito, visitava la ciutat i els ferits, conversant amb aquells que encara es trobaven a l'hospital. El ministre també va traspassar els diferents donatius que des l'estranger havien arribat. En els dies posteriors també van visitar la ciutat, l'ambaixador de Mèxic així com provocarien la repulsa dels governs i els mitjans de comunicació de França i del Regne Unit.